# 무사시닛타역
무사시닛타역(일본어: 武蔵新田駅, むさしにったえき)은 일본 도쿄도 오타구에 있는 도쿄 급행 전철의 역이다. 역 번호는 TM05이다.

## 역 구조
상대식 승강장 2면 2선의 지상역이다. 상하행선에서 역사와 개표기가 별도로 구비되어 있으며 과선교는 존재하지 않으므로 개찰 내 승강장 간의 왕래는 어렵다. 화장실은 2번 승강장에 있는 다기능 화장실도 병설되어 있다.

### 타는 곳
| 1 | 도큐 다마가와 선 | 가마타 방면               |
| 2 | 도큐 다마가와 선 | 시모마루코・다마가와 방면 |

## 역 주변
- 닛타 신사
- 오타 구청 야구치 특별 출장소
  - 야구치 구민 센터
- 도쿄 도립 야구치 특별 지원 학교
- 지도리 우체국
- 오타 야구치하지메 우체국
- 오타 구립 시모마루코 도서관
- 무사시닛타 상점가
- 마루에쓰 닛타점
- 도큐 스포츠 오아시스 다마가와
- 세이조 무사시닛타점

## 역사
- 1923년 11월 1일: 닛타역으로 영업 개시.
- 1924년 4월 1일: 무사시닛타역으로 역명 변경.
- 1997년 3월 13일: 자동 개찰기와 자동 정산기를 설치함.
- 2000년 8월 6일: 메카마 선이 도큐 다마가와 선과 메구로 선으로 분할되어 다마가와 선의 역이 됨.

## 사진

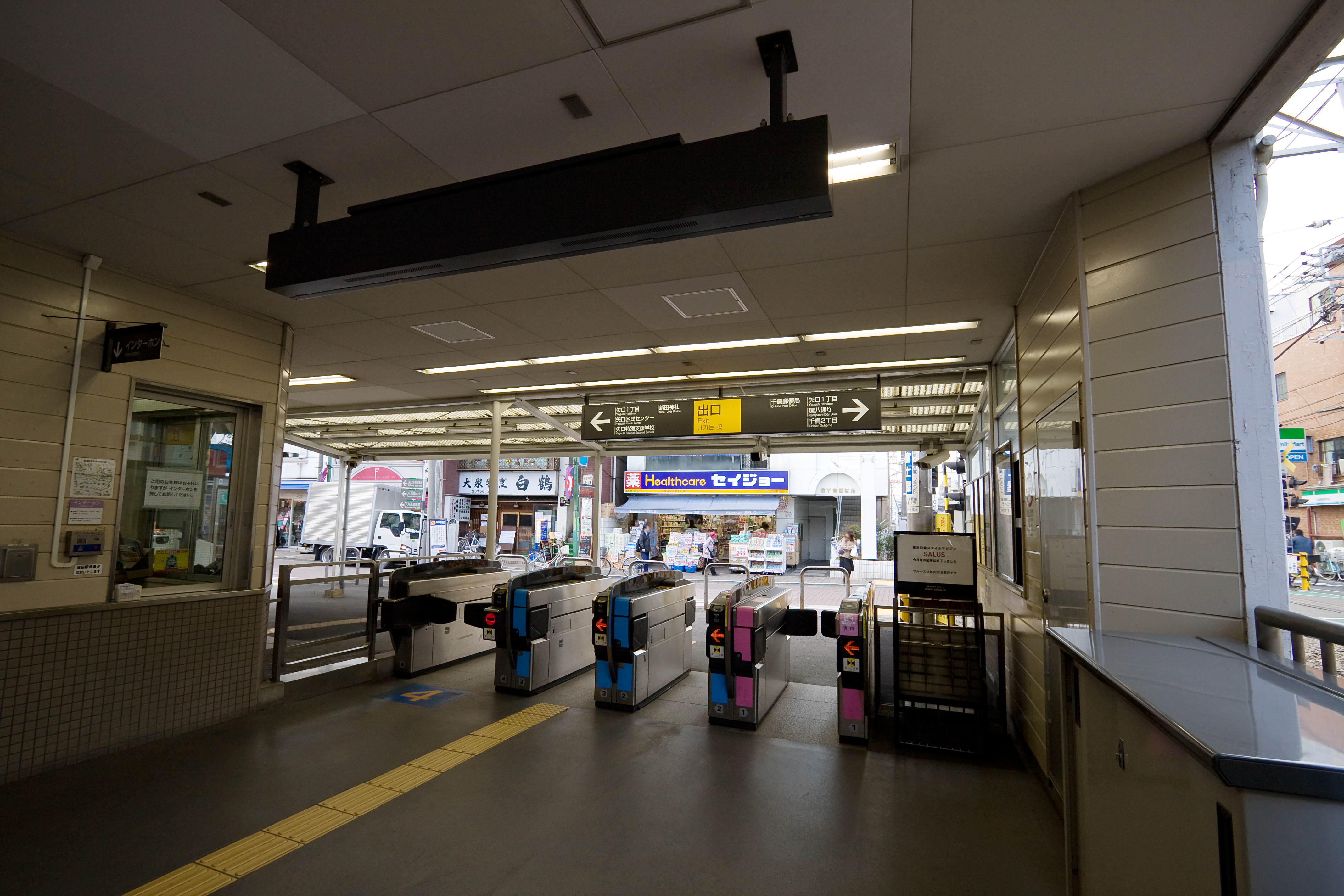
개찰구

## 인접역
| 도쿄 급행 전철 도큐 다마가와 선 | 도쿄 급행 전철 도큐 다마가와 선 | 도쿄 급행 전철 도큐 다마가와 선 |
| ------------------------------- | ------------------------------- | ------------------------------- |
| TM04 시모마루코 다마가와 방면   |                                 | 야구치노와타시 TM06 가마타 방면 |